# Вот так
«Вот так» —  сингл російського відеоблогєра і реп-виконавця Алішера Моргенштерна, випущений 2 вересня 2018 року на лейблі Yoola Music.

## Передісторія
26 серпня 2018 року на YouTube-каналі Моргенштерна опублікували відео тривалістю 10:44, де він згадував події травня 2017 року, коли його відрахували з університету через відеоролики. Він порівнює масштаби свого заробітку і масштаби заробітку свого колишнього ректора. Далі, за сюжетом відеоролика, після виконання рекламних обов'язків, Алішеру дали конверт із грошима, після чого він вимовив фразу «Робити гроші - ось так!» і впав спиною в басейн. Після цього йде чорна вставка - з 2:48 до 10:44.

## Історія та успіх
Композиція була випущена 2 вересня 2018 року. У музичному кліпі артист пояснив свої епатажні дії. Відеокліп на пісню менш ніж за добу було переглянуто понад два мільйони разів.

## Чарти
| Чарти (2018) | Вища позиція |
| ------------ | ------------ |
| ВКонтакте    | 8            |